# Córcira
En la mitología griega, Córcira o Cercira (en griego clásico Κόρκυρα, "Kórkyra", Κέρκυρα, "Kérkyra") era hija del dios fluvial Asopo y de la ninfa Métope. Según la tradición, dio su nombre a la isla de Corcira Negra (en la actual Croacia) o, según otras fuentes, la de Córcira (Corfú).
Los dioses del amor, Afrodita y Eros, habían aconsejado a los dioses principales seducir a las hijas de Asopo. Fue Poseidón el que se fijó en Córcira, la raptó y la llevó a la isla que a partir de entonces llevaría su nombre. Asopo, desesperado por las continuas desapariciones de sus hijas no cejó en buscarlas hasta que el adivino Acafrón le indicó cual había sido su destino, que fue aceptado de mala gana por el desconsolado padre. De su unión con Poseidón, Córcira fue madre de Féax, el héroe que dio nombre al pueblo de los feacios, a los que encontró el héroe Odiseo en su larga vuelta a casa tras la guerra de Troya.